# Бриттин, Нельсон Фогель
Не́льсон Фо́гель Бри́ттин (31 октября 1920 — 7 марта 1951) — американский солдат, убитый в бою в ходе Корейской войны. Награждён посмертно медалью Почёта за действия близ Йондон-ни, Корея 7 марта 1951 года.
Окончил школу г. Одюбон, штат Нью-Джерси в 1939 году и вступил в ряды армии США 7 июля 1942 года. Погребён на национальном кладбище Беверли в г. Беверли, штат Нью-Джерси.

## Наградная запись
Общие приказы: департамент армии, общие приказы № 12 (1 февраля 1952)
Дата боя: 7 мар[та] [19]51
Служба: армия
Ранг: сержант первого класса
Рота: рота I
Батальон: третий батальон
Полк: 19-й пехотный полк
Дивизия: 24-я пехотная дивизия
Президент Соединённых штатов Америки от имени Конгресса берёт на себя честь наградить медалью Почёта (посмертно)
Сержанта первого класса Нельсона Фогеля Бриттина, RA-3227149
Армия США
Цитата:
За выдающуюся храбрость и отвагу, проявленные при исполнении служебного долга и за его пределами в ходе службы в роте I, третьего батальона, 19-го пехотного полка, 24-й пехотной дивизии в бою против вражеских сил агрессора близ Йонгон-ни, Корея 7 марта 1951 года. Добровольно вызвавшись повести своё отделение на высоту со скудным прикрытием против убийственного огня неприятеля сержант первого класса Бриттин приказал своему отделению прикрывать его и оказавшись перед испепеляющим вражеским огням и среди взрывающихся снарядов он бросил гранату в ближайшую вражескую позицию. Возвращаясь к своему отделению, он оказался сбит с ног и ранен [разрывом] вражеской гранаты. Отказавшись от медицинской помощи он пополнил свой запас гранат и вернулся, забрасывая гранатами вражеские позиции и стреляя в убегающих врагов. Когда его оружие заглохло он без колебаний ворвался во [вражеское] укрытие и убивал врагов ударами штыка и приклада своей винтовки. Он продолжил зачистку укрытия и понимая, что его отделение оказалось прижатым к земле бросился в тыл пулемётной позиции, бросил гранату в [пулемётное] гнездо и оббежал вокруг него, оказавшись у фронта позиции, где уничтожил всех трёх врагов свой винтовкой. Меньше чем в 100 ярдах дальше по подъёму его отделение опять попало под плотный огонь из другой вражеской позиции (замаскированной, укреплённой мешками с песком и хорошо прикрытой с флангов стрелками). Сержант первого класса Бриттин опять пошёл на штурм новой позиции в агрессивном стремлении подавить это оставшееся препятствие и налетел на очередь из автоматического оружия, которая убила его наповал. В своих непрерывных и неуклонных действиях он истребил 20 вражеских солдат и уничтожил четыре пулемёта. Выдающаяся храбрость, непревзойдённая доблесть и благородное самопожертвование проявленное сержантом первого класса Бриттином вдохновили его роту на достижение цели и принесли высочайшую славу ему и героическим традициям военной службы.
Оригинальный текст (англ.)
General Orders: Department of the Army, General Orders No. 12 (February 1, 1952)
Action Date: 7-Mar-51
Service: Army
Rank: Sergeant First Class
Company: Company I
Battalion: 3rd Battalion
Regiment: 19th Infantry Regiment
Division: 24th Infantry Division
The President of the United States of America, in the name of Congress, takes pride in presenting the MEDAL OF HONOR (Posthumously) to
SERGEANT FIRST CLASS NELSON VOGEL BRITTIN, RA-3227149
UNITED STATES ARMY
CITATION:
For conspicuous gallantry and intrepidity above and beyond the call of duty while serving with Company I, 3d Battalion, 19th Infantry Regiment, 24th Infantry Division, in action against enemy aggressor forces at Yonggong-ni, Korea on 7 March 1951. Volunteering to lead his squad up a hill, with meager cover against murderous fire from the enemy, Sergeant First Class BRITTIN ordered his squad to give him support and, in the face of withering fire and bursting shells, he tossed a grenade at the nearest enemy position. On returning to his squad, he was knocked down and wounded by an enemy grenade. Refusing medical attention, he replenished his supply of grenades and returned, hurling grenades into hostile positions and shooting the enemy as they fled. When his weapon jammed, he leaped without hesitation into a foxhole and killed the occupants with his bayonet and the butt of his rifle. He continued to wipe out foxholes and, noting that his squad had been pinned down, he rushed to the rear of a machinegun position, threw a grenade into the nest, and ran around to its front, where he killed all three occupants with his rifle. Less than 100 yards up the hill, his squad again came under vicious fire from another camouflaged, sandbagged, machinegun nest well-flanked by supporting riflemen. Sergeant First Class BRITTIN again charged this new position in an aggressive endeavor to silence this remaining obstacle and ran direct into a burst of automatic fire which killed him instantly. In his sustained and driving action, he had killed 20 enemy soldiers and destroyed four automatic weapons. The conspicuous courage, consummate valor, and noble self-sacrifice displayed by Sergeant First Class BRITTIN enabled his inspired company to attain its objective and reflect the highest glory on himself and the heroic traditions of the military service
— 

## Награды
|                            |  |  |  |  |  |
|                            |  |  |  |  |  |
|                            |  |  |  |  |  |
| Бронзовая звезда за службу |  |  |  |  |  |

| Badge   | Значок боевого пехотинца со звездой (повторное награждение) | Значок боевого пехотинца со звездой (повторное награждение) | Значок боевого пехотинца со звездой (повторное награждение) | Значок боевого пехотинца со звездой (повторное награждение) | Значок боевого пехотинца со звездой (повторное награждение) | Значок боевого пехотинца со звездой (повторное награждение) | Значок боевого пехотинца со звездой (повторное награждение) | Значок боевого пехотинца со звездой (повторное награждение) | Значок боевого пехотинца со звездой (повторное награждение) | Значок боевого пехотинца со звездой (повторное награждение) | Значок боевого пехотинца со звездой (повторное награждение) | Значок боевого пехотинца со звездой (повторное награждение) |
| 1-й ряд | Медаль Почёта                                               | Медаль Почёта                                               | Медаль Почёта                                               | Медаль Почёта                                               | Медаль Почёта                                               | Медаль Почёта                                               | Пурпурное сердце                                            | Пурпурное сердце                                            | Пурпурное сердце                                            | Пурпурное сердце                                            | Пурпурное сердце                                            | Пурпурное сердце                                            |
| 2-й ряд | Армейская медаль «За безупречную службу»                    | Армейская медаль «За безупречную службу»                    | Армейская медаль «За безупречную службу»                    | Армейская медаль «За безупречную службу»                    | Медаль Победы во Второй мировой войне                       | Медаль Победы во Второй мировой войне                       | Медаль Победы во Второй мировой войне                       | Медаль Победы во Второй мировой войне                       | Медаль «За службу национальной обороне»                     | Медаль «За службу национальной обороне»                     | Медаль «За службу национальной обороне»                     | Медаль «За службу национальной обороне»                     |
| 3-й ряд | Медаль «За службу в Корее» с бронзовой звездой за службу}}  | Медаль «За службу в Корее» с бронзовой звездой за службу}}  | Медаль «За службу в Корее» с бронзовой звездой за службу}}  | Медаль «За службу в Корее» с бронзовой звездой за службу}}  | Медаль «За службу ООН в Корее»                              | Медаль «За службу ООН в Корее»                              | Медаль «За службу ООН в Корее»                              | Медаль «За службу ООН в Корее»                              | Медаль «За службу на Корейской войне»                       | Медаль «За службу на Корейской войне»                       | Медаль «За службу на Корейской войне»                       | Медаль «За службу на Корейской войне»                       |